# Ianis Hagi
Ianis Hagi (n. 22 octombrie 1998, Istanbul, Turcia) este un fotbalist român liber de contract, care joacă pe post de mijlocaș lateral. Pe plan internațional, are prezențe la națională pentru România Sub-17, România U16⁠(d), România Sub-19, România Sub-21 și România.
Ianis este fiul lui Gheorghe Hagi, fost fotbalist și actual antrenor de fotbal. El este sponsorizat de către Nike.

## Cariera de fotbalist

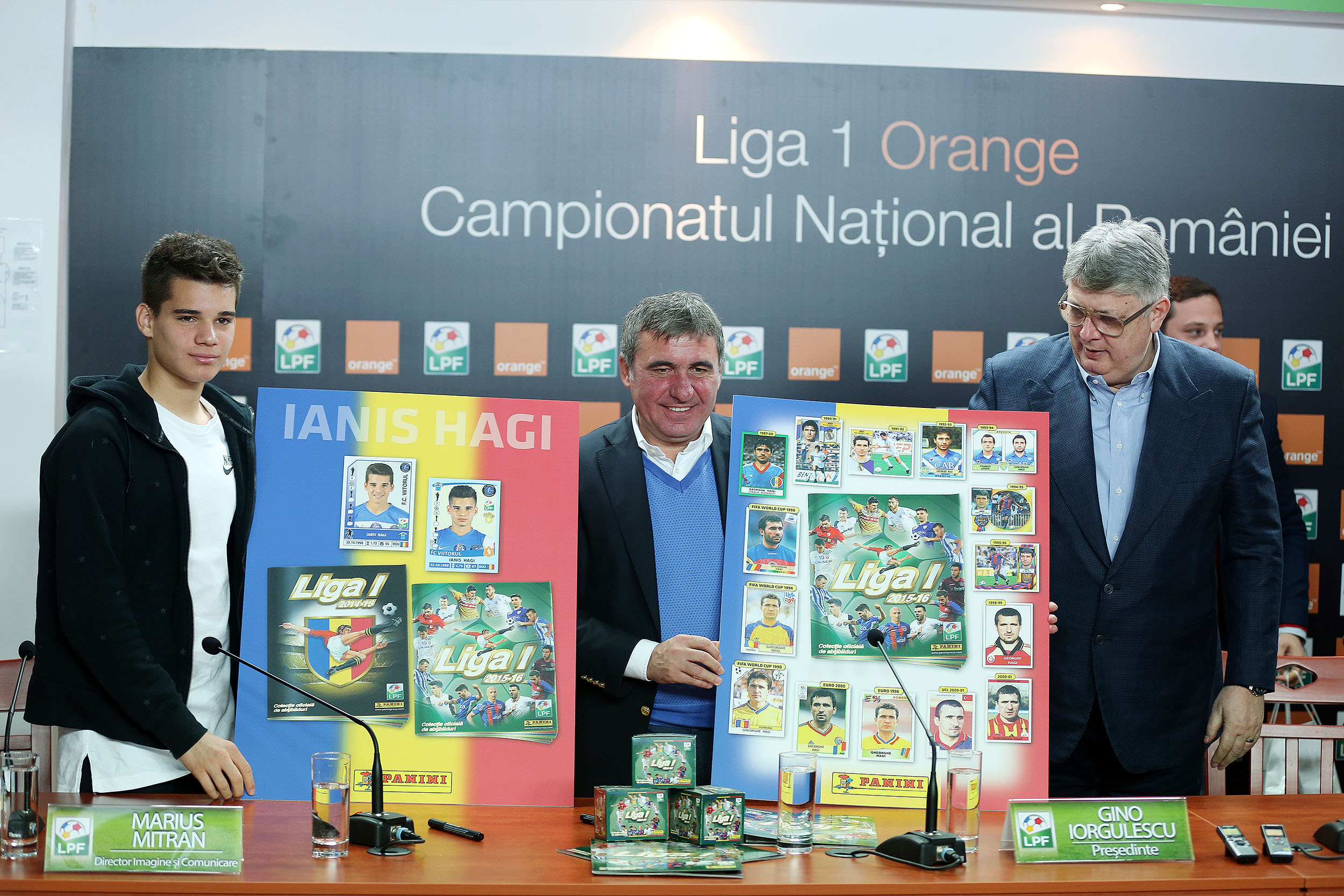
Ianis alături de tatăl său și de Gino Iorgulescu

Ianis Hagi s-a născut la Istanbul în perioada în care tatăl său juca la Galatasaray. La vârsta de 10 ani Ianis a fost înscris la Academia de Fotbal Gheorghe Hagi. El și-a făcut debutul în Liga I la FC Viitorul Constanța, pe 5 decembrie 2014, la vârsta de doar 16 ani, când a intrat la schimb în ultimul minut al jocului în locul lui Silviu Pană în înfrângerea cu 1–2 de pe teren propriu în fața echipei FC Botoșani, antrenor la echipă fiind (atunci) chiar tatăl său.
Pe 29 mai 2015, Ianis a marcat primul său gol ca senior, contribuind la remiza cu scorul de 4–4 în fața compania aceluiași adversar, dar de această dată fiind titular. În iunie 2015, Adrian Mutu, care la acel moment împărțea cu Hagi senior recordul all-time la numărul de goluri marcate pentru echipa națională de fotbal a României, a anunțat că Ianis se va transfera la clubul ACF Fiorentina din Serie A contra unei sume de €1.000.000. Însă nu s-a concretizat nimic așa că Ianis a rămas să evolueze la FC Viitorul, devenind și căpitanul echipei.
Ianis Hagi a marcat cel de-al doilea său gol în campionat împotriva echipei ACS Poli Timișoara, într-o victorie cu 4–0 de pe teren prorpiu, în data de 21 august 2015, la câteva zile după ce a ratat un penalty contra Concordiei Chiajna.
Pe 10 iulie 2016, Ianis a semnat cu ACF Fiorentina, dar, după ce într-un an și jumătate nu a jucat decât în două meciuri oficiale pentru clubul italian, tatăl lui, Gheorghe Hagi, patron și antrenor al echipei FC Viitorul, care l-a format pe Ianis, a aranjat revenirea lui la acel club. A început să joace constant, și a devenit un jucător de bază al echipei lui, și a atras atenția selecționerului naționalei sub 21 de ani, Mirel Rădoi, care s-a bazat pe el ca titular la centrul terenului în meciurile din finalul campaniei de calificare la Campionatul European Under-21 din 2019⁠(d).
În iulie 2020, a fost cumpărat de echipa scoțiană Glasgow Rangers. Ianis Hagi a marcat un gol decisiv ca membru al echipei lui Glasgow Rangers în meciul cu portughezii de la Braga. Românul a reușit să înscrie două goluri, care au adus o revenire spectaculoasă a scoțienilor în prima manșă a șaisprezecimilor pentru finala Europa League. Pentru această victorie a fost aclamat de The Guardian sau BBC.
Din cauza faptului că Rangers nu l-a înscris pe lista UEFA, Ianis Hagi nu a putut evolua în meciurile din Europa League.

## Cariera internațională
Ianis a fost selecționat la toate loturile de juniori ale României, reușind calificarea la Campionatul European U21 din Italia și San Marino (U21 EURO 2019) alături de naționala de tineret.
Data de 17 noiembrie 2018 a consemnat debutul său în naționala de seniori, în victoria României împotriva Lituaniei de la Ploiești, scor 3-0, meci desfășurat în competiția UEFA Nations League. Ianis Hagi a fost introdus în teren de selecționerul Cosmin Contra în minutul 68, înlocuindu-l pe Claudiu Keșerü.

## Statistici
La 6 mai 2016.
| Club           | Sezon         | Campionat | Campionat | Cupă    | Cupă   | Cupa Ligii | Cupa Ligii | Europa  | Europa | Total   | Total  |
| Club           | Sezon         | Meciuri   | Goluri    | Meciuri | Goluri | Meciuri    | Goluri     | Meciuri | Goluri | Meciuri | Goluri |
| -------------- | ------------- | --------- | --------- | ------- | ------ | ---------- | ---------- | ------- | ------ | ------- | ------ |
| FC Viitorul    | 2014–15       | 7         | 1         | 0       | 0      | 0          | 0          | -       | -      | 7       | 1      |
| FC Viitorul    | 2015–16       | 31        | 3         | 1       | 0      | 0          | 0          | -       | -      | 32      | 3      |
| Total          | Total         | 38        | 4         | 1       | 0      | 0          | 0          | -       | -      | 39      | 4      |
| ACF Fiorentina | 2016–17       | 1         | 0         | 0       | 0      | 0          | 0          | 0       | 0      | 1       | 0      |
| ACF Fiorentina | Total         | Total     | 0         | 0       | 0      | 0          | 0          | 0       | 0      | 0       | 0      |
| Total carieră  | Total carieră | 39        | 4         | 1       | 0      | 0          | 0          | -       | -      | 40      | 4      |

## Palmares
FC Viitorul
- Cupa României (1): 2018-2019
- Supercupa României (1): 2019

KRC Genk
- Supercupa Belgiei (1): 2020

Glasgow Rangers
- Scottish Premier League (1): 2021